# Björn Steinfurth
Björn Steinfurth (Maguncia, 25 de junio de 1981) es un deportista alemán que compitió en remo. Ganó dos medallas de plata en el Campeonato Mundial de Remo, en los años 2006 y 2007, ambas en la prueba de ocho con timonel ligero.

## Palmarés internacional
| Campeonato Mundial | Campeonato Mundial | Campeonato Mundial | Campeonato Mundial      |
| Año                | Lugar              | Medalla            | Prueba                  |
| ------------------ | ------------------ | ------------------ | ----------------------- |
| 2006               | Eton (Reino Unido) | Medalla de plata   | Ocho con timonel ligero |
| 2007               | Múnich (Alemania)  | Medalla de plata   | Ocho con timonel ligero |